# Kirche Schönberg

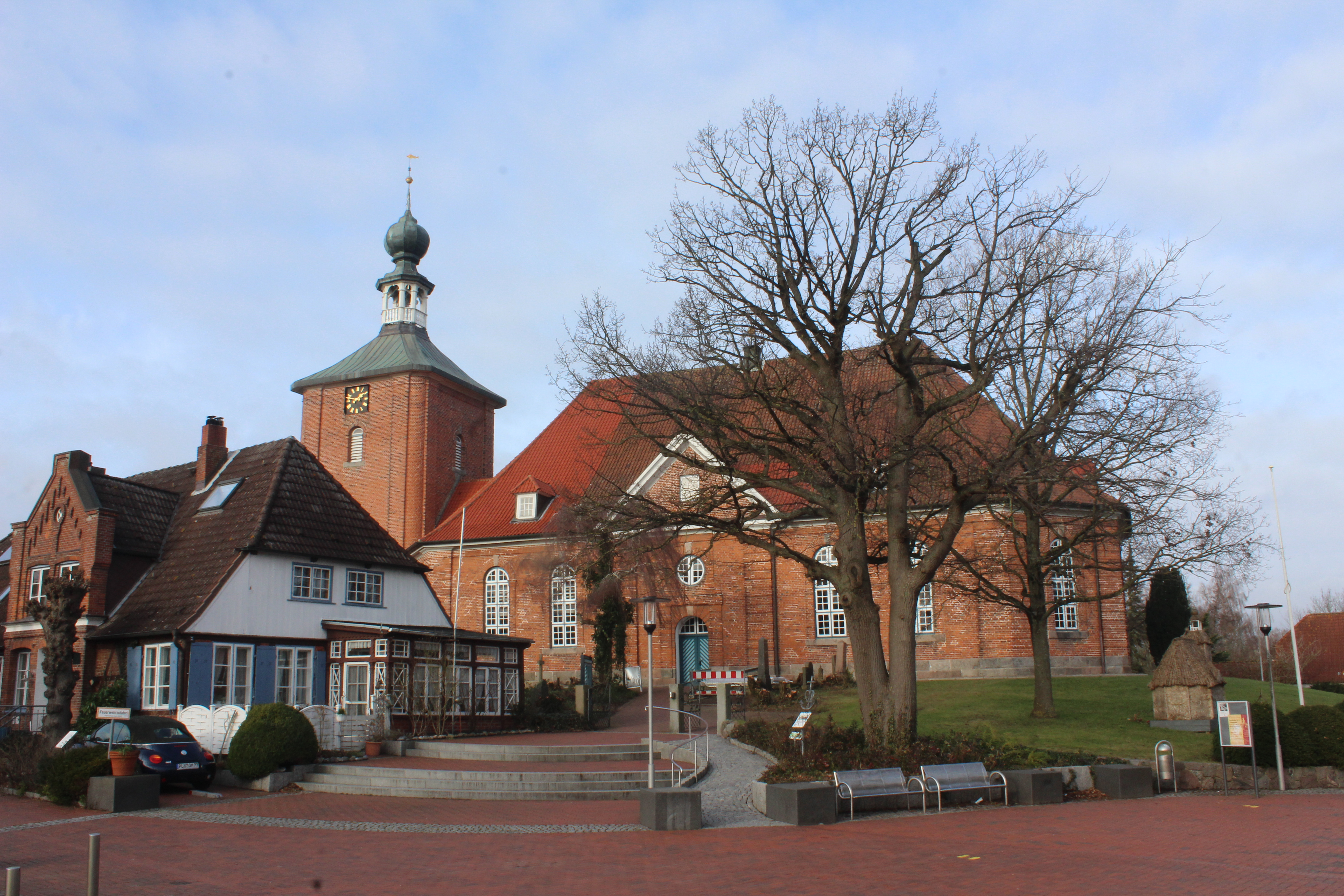
Kirche Schönberg

Die evangelisch-lutherische Kirche Schönberg in Schönberg, einer Gemeinde im Kreis Plön in Schleswig-Holstein, wurde 1780–82 aus Backsteinen gebaut. Sie  ist ein geschütztes Kulturdenkmal mit der Objekt-ID 5092 im Denkmalschutzgesetz. Die Kirchengemeinde gehört zum Kirchenkreis Plön-Segeberg in der Evangelisch-Lutherischen Kirche in Norddeutschland.

## Geschichte
Als erste Kirche der Probstei ist die Kirche in der Hofsiedlung Fernwisch in einer Urkunde von Albrecht von Orlamünde 1216 genannt. Sie gehörte zu dem Landbesitz, den Adolf IV. 1226 dem Benediktinerinnenkloster Preetz übertragen hatte. Diese Kirche wurde jedoch nicht viel später aufgegeben und auf den Sconeberg, die höchste Erhebung der Probstei, verlegt. Eine Kirche in Schönberg wurde erstmals 1259 erwähnt. Zum Kirchspiel gehörten Stakendorf, Krummbek, Gödersdorf (heute zu Höhndorf), Höhndorf, Fiefbergen, Krokau, Barsbek, und Wisch.
Über das Aussehen der alten Kirche ist nichts bekannt. Man weiß auch nicht, unter welchem Patrozinium sie stand. Bekannt ist, dass es einen St.-Jürgen-Altar gab, für den 1471 eine Vikarie gestiftet wurde und eine zweite noch 1523. Bei einem Großbrand des Dorfes 1779 brannte auch die Kirche nieder. Dabei ging die gesamte alte Kirchenausstattung verloren.

## Beschreibung
Die Saalkirche wurde 1780–82 nach einem Entwurf von Johann Adam Richter aus Backsteinen nach Vorbild der wenige Jahre zuvor von Ernst Georg Sonnin erbauten St.-Bartholomäus-Kirche in Wilster errichtet. Sie besteht aus einem Langhaus, das sowohl im Osten als auch im Westen dreiseitig abgeschlossen ist, und das an der Süd- und Nordseite mit einem Risalit versehen ist.

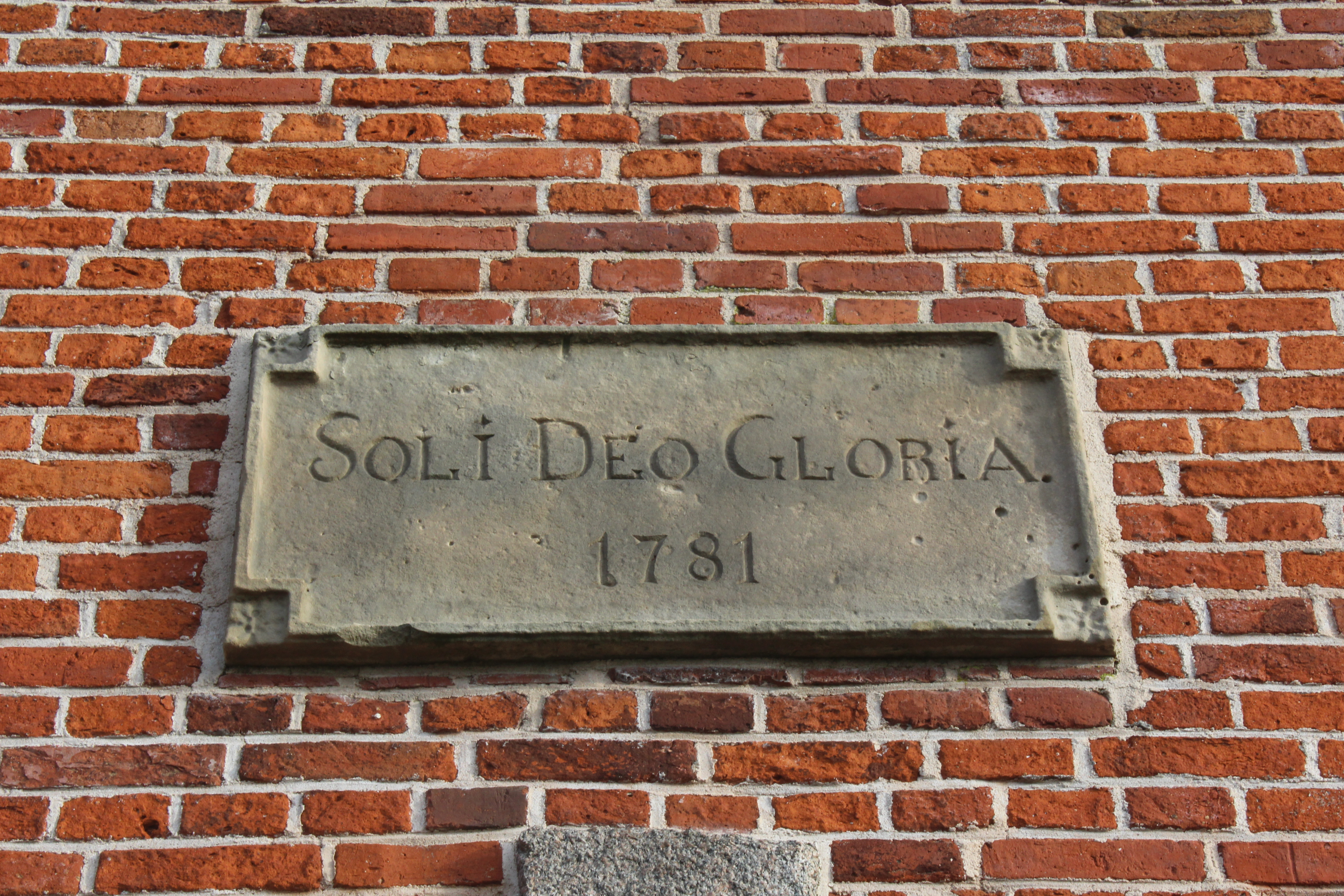
Tafel über dem Portal auf der Westseite

Im Westen seitlich neben der Kirche steht auf quadratischem Grundriss der Kirchturm, der nur unbefriedigend mit dem Langhaus verbunden ist. Sein oberstes Geschoss beherbergt die Turmuhr und den Glockenstuhl. Er ist mit einem Pyramidendach bedeckt, das in eine offene Laterne übergeht, die mit einer Zwiebelhaube bekrönt ist. Auf der Kirchturmspitze findet sich eine als Barsch geformte Wetterfahne, die ebenfalls im unteren Teil des Wappens der Gemeinde Schönberg abgebildet ist. Der Innenraum des Langhauses ist mit einem Spiegelgewölbe überspannt. Über dem westlichen Eingangsportal findet sich eine Steintafel aus dem Baujahr 1781 mit der lateinischen Inschrift Soli Deo Gloria (Ehre sei Gott allein).

## Ausstattung

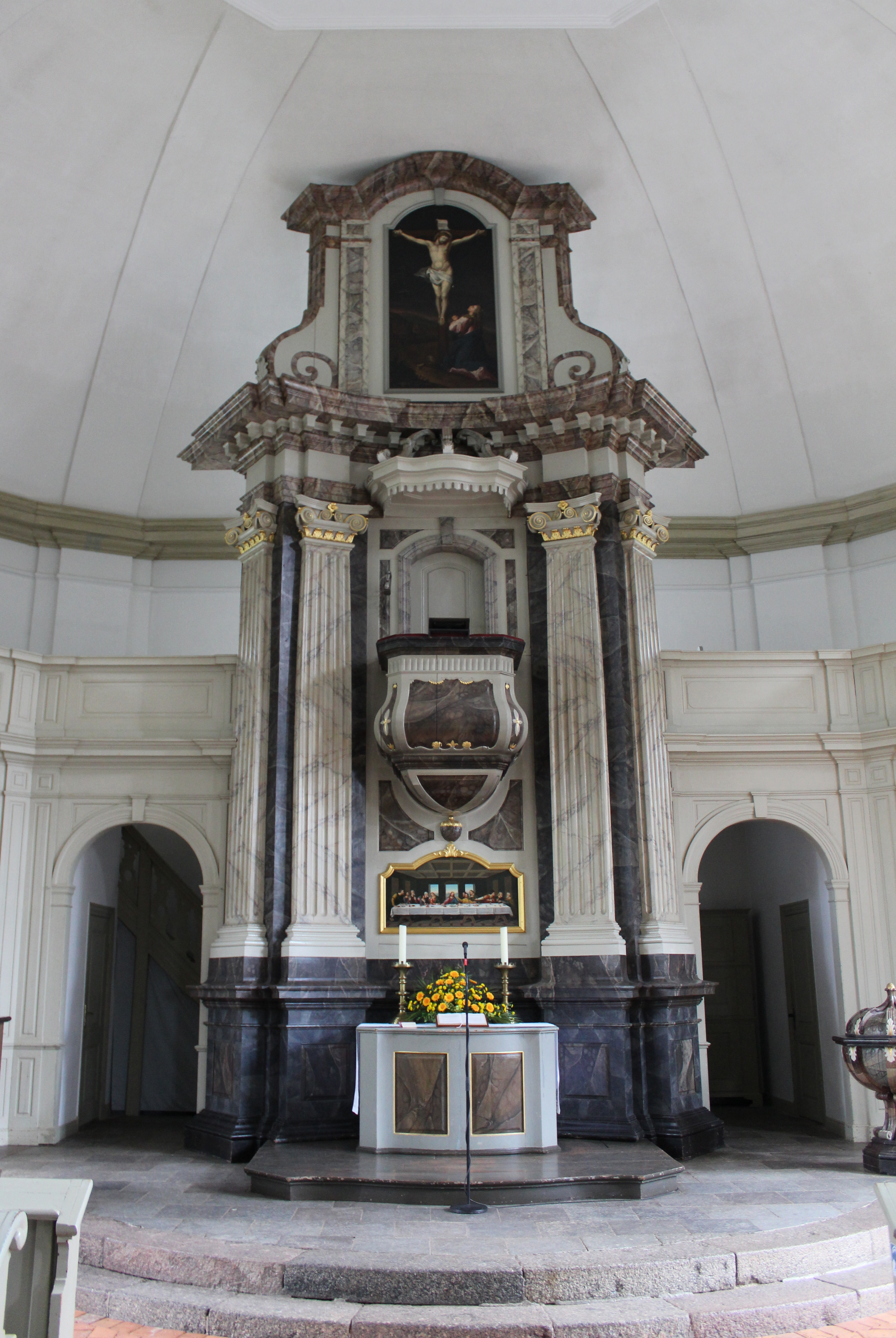
Kanzelaltar

Die Kirchenausstattung stammt größtenteils aus der Zeit des Kirchbaus von 1782. Dazu gehören das Taufbecken und ein Kanzelaltar, der von Pilastern flankiert wird. Zu der Altarwand gehören zwei Gemälde, eine Kopie des berühmten Abendmahlsfreskos von Leonardo da Vinci über dem Altartisch und ein Bild der unter dem Kreuz knienden Maria Magdalena im Schweifgiebelaufbau. Letzteres war laut dem Kunsthistoriker Richard Haupt eine Kopie des Altargemäldes der Kieler Schlosskirche. Hinter dem in eine Schauwand integrierten Altar befindet sich die Sakristei. Eine U-förmigen Empore zieht sich über Süd-, West- und Nordseite. Insgesamt gibt es rund tausend Sitzplätze.
Die Orgel wurde 1782 von Johann Heinrich Mittelheuser aus Wilster gebaut. Aus dieser Zeit stammt der  Prospekt, während das Instrument selbst mehrfach erweitert und umgebaut wurde. Die Orgel besitzt 21 Register auf zwei Manualen und einem Pedal und eine mechanische Register- und Spieltraktur.